# 卡拉喬爾傑體育場
卡拉喬爾傑體育場是位於塞爾維亞伏伊伏丁那諾維薩德的多功能體育場。它目前主要用於足球比賽，是伏伊伏丁那足球俱乐部的主場。該體育場是塞爾維亞最現代化、最好的體育場之一。2013年重新裝修後，體育場共有14853個座位，是塞爾維亞U-21足球隊的主場。

## 歷史
體育場落成於1924年6月28日，建立於1888年的旧自行車賽場遺址上。此後體育場長期作為伏伊伏丁那足球俱乐部的主場。
1967年3月1日，佛伊弗迪納隊在1966–67年歐洲冠軍盃四分之一決賽中對陣蘇格蘭球隊，這場比賽創下了該體育場的上座率記錄，約有三萬名觀眾到場觀賽。
該體育場建成時以第一次塞爾維亞起義領袖「黑喬治」卡拉喬爾傑的名字命名為卡拉喬爾傑體育場。第二次世界大战後被改稱為伏伊伏丁那體育場（Стадион Војводине）或城市體育場（Градски стадион）。2007年，該體育場恢復了從1924年成立到二戰結束時使用的原始名稱。
2007年5月下旬，該體育場舉辦了告別賽。2009年，體育場獲得了新的跑道、東南看台和現代化的飛利浦記分牌。2009年重建後，這裡成為了2009年歐洲少年田徑錦標賽和的舉辦地。2011年，佛伊弗迪納足球俱樂部安裝了照度為1,400勒克斯的泛光燈。
2012年初，執行委員會宣布進一步重建卡拉喬爾傑體育場，最初的計劃是要建設一個新的南看台、重建東部和西南看台，但在2013年5月，由於歐洲足協要求獲得參加歐洲聯賽的許可，諾維薩德市因此同意對體育場再次進行升級，該升級持續至2013年6月，以便佛伊弗迪納足球俱樂部及時舉辦歐洲聯賽資格賽。

## 著名事件

### 國際足球賽事
| 日期           |          | 結果 |          | 賽事                       |
| -------------- | -------- | ---- | -------- | -------------------------- |
| 1971年4月21日  | 南斯拉夫 | 0–1  | 羅馬尼亞 | 友誼賽                     |
| 1979年11月14日 | 南斯拉夫 | 5–0  | 賽普勒斯 | 1980年歐洲足球錦標賽外圍賽 |
| 1981年11月21日 | 南斯拉夫 | 5–0  | 盧森堡   | 1982年國際足總世界盃外圍賽 |
| 1989年9月20日  | 南斯拉夫 | 3–0  | 希腊     | 友誼賽                     |
| 2012年9月11日  | 塞爾維亞 | 6–1  |          | 2014年國際足總世界盃外圍賽 |
| 2013年3月26日  | 塞爾維亞 | 2–0  | 苏格兰   | 2014年國際足總世界盃外圍賽 |
| 2013年10月11日 | 塞爾維亞 | 2–0  | 日本     | 友誼賽                     |
| 2015年9月4日   | 塞爾維亞 | 2–0  | 亞美尼亞 | 2016年歐洲國家盃資格賽                 |
| 2016年5月31日  | 塞爾維亞 | 3–1  | 以色列   | 友誼賽                     |
| 2022年6月3日   | 白俄羅斯 | 0–1  | 斯洛伐克 | 2022–23年歐洲國家聯賽C     |
| 2022年6月6日   | 白俄羅斯 | 0–0  |          | 2022–23年歐洲國家聯賽C     |
| 2022年6月10日  | 白俄羅斯 | 1–1  |          | 2022–23年歐洲國家聯賽C     |
| 2023年3月25日  | 塞爾維亞 | 0–5  | 亞美尼亞 | 2024年歐洲國家盃外圍賽     |

## 音樂會
- 艾羅斯·拉瑪佐第－2006年7月5日

## 圖集

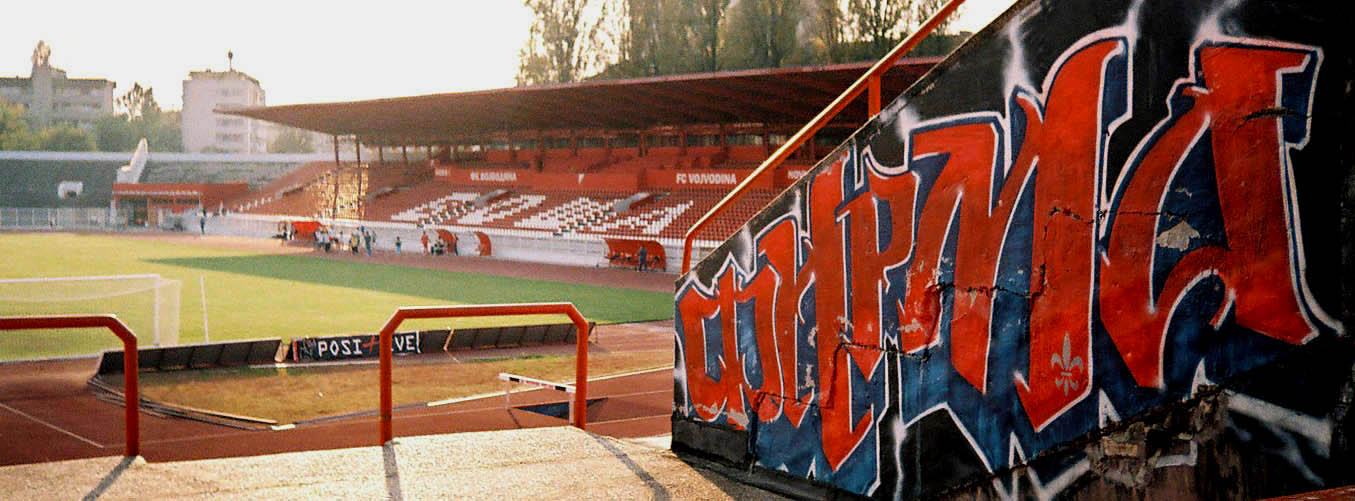
卡拉喬爾傑體育場的「Firma」塗鴉。
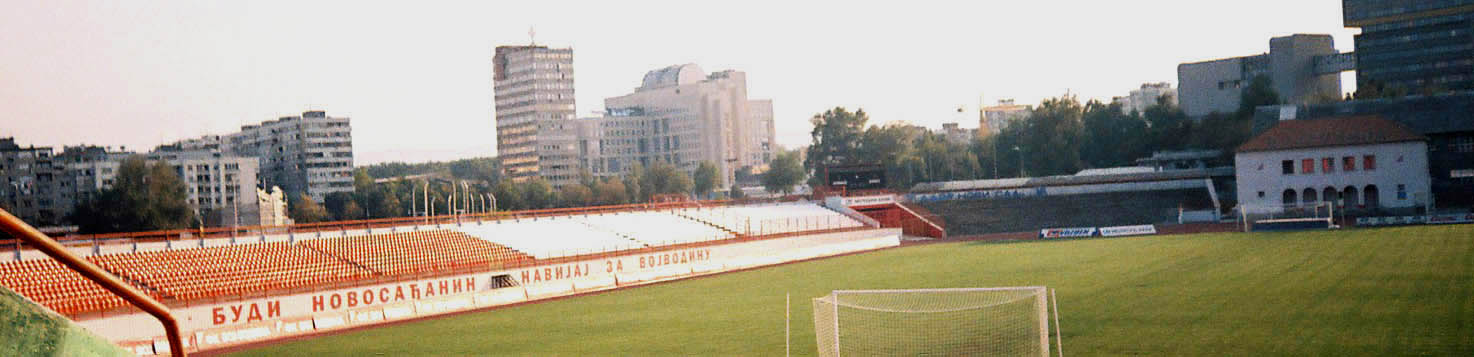
東看台的景色，右邊是歷史悠久的球員更衣室，但於2013年5月因體育場升級而被拆除。